# Klinikum Frankfurt Höchst
Das Klinikum Frankfurt Höchst (bis 2010: Städtische Kliniken Frankfurt-Höchst) ist eines der größten Krankenhäuser in Frankfurt am Main.
Der Standort des Krankenhauses ist das Höchster Oberfeld an der Grenze des westlichen Frankfurter Stadtteils Höchst zu Unterliederbach. Die umfassenden Straßen sind die Gotenstraße im Westen, die Hospitalstraße im Süden und die Windthorststraße im Osten.

## Leistungsspektrum

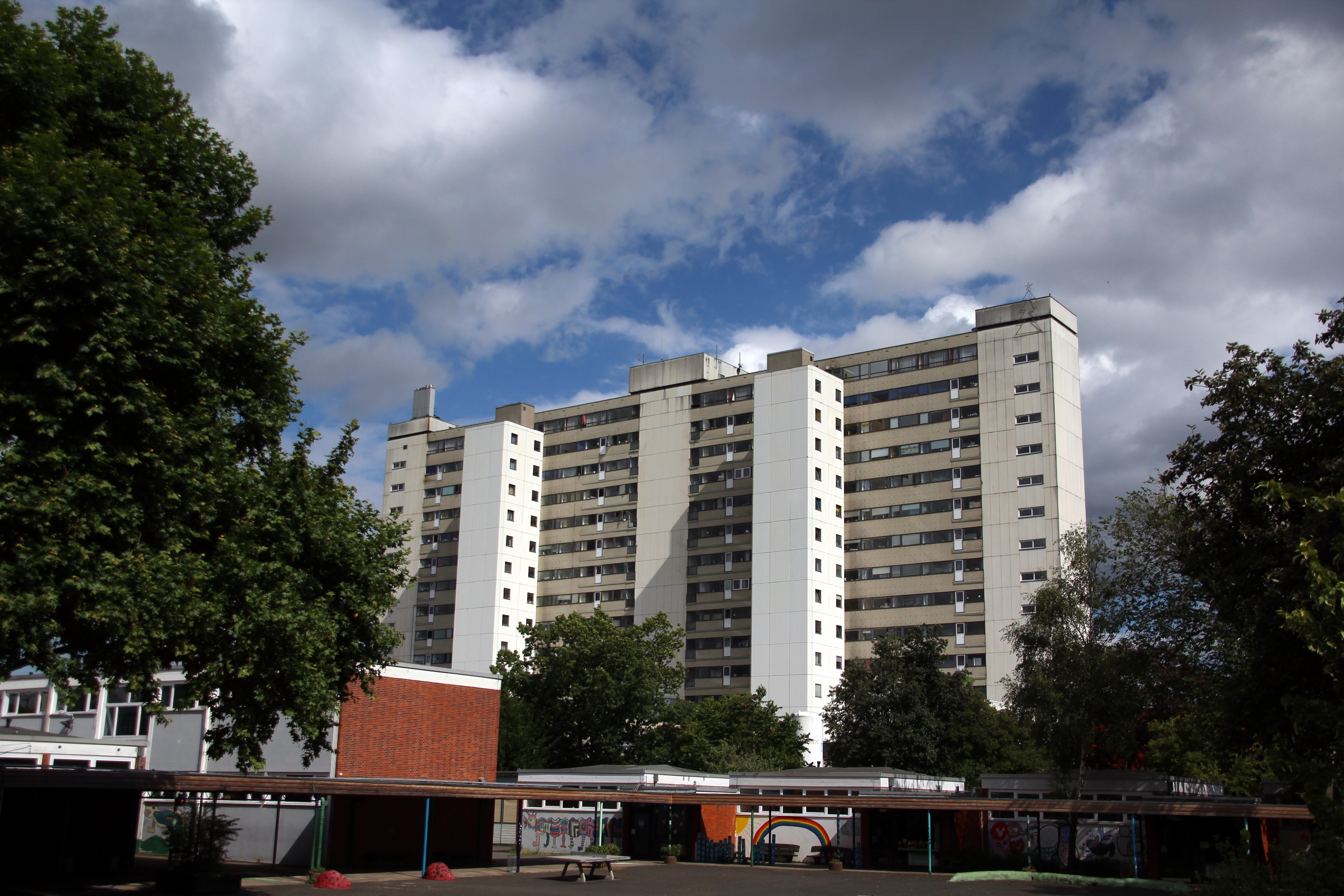
Das frühere Haupthaus des Klinikums (2011)

Auf dem etwa 70.000 m² großen Areal befinden sich die Kliniken der Anästhesiologie, Augenheilkunde, Chirurgie, Frauenheilkunde, Geriatrie, Hals-Nasen-Ohren-Heilkunde, Innere Medizin, Kinderchirurgie, Neurochirurgie, Neurologie, Orthopädie, Pädiatrie mit Sozial-Pädiatrischem Zentrum (SPZ), Psychiatrie und Urologie. Auf dem Gelände ist das Notarzteinsatzfahrzeug 3 der Berufsfeuerwehr sowie der Intensivtransportwagen (Intensiv-Verlegungs-Notarztwagen) der Johanniter-Unfall-Hilfe Regionalverband Rhein-Main stationiert. Das Klinikpersonal der Kinderklinik besetzt ein Baby-Notarzteinsatzfahrzeug. Schulen für Krankenpflege, Medizinisch-technische Assistenten, Physiotherapie, Ergotherapie und seit August 2012 Operationstechnische Assistenten sind angeschlossen.
Mit knapp 1000 Betten ist das Klinikum nach der Universitätsklinik Frankfurt, zu deren akademischen Lehrkrankenhäusern es gehört, das zweitgrößte Krankenhaus in Frankfurt am Main. Es ist Mitglied im Klinikverbund Hessen e. V. der Krankenhäuser in öffentlich-rechtlicher Trägerschaft in Hessen. Anfang 2012 haben Frankfurter Bürger und Mitarbeiter des Klinikums den Förderkreis des Klinikums Frankfurt Höchst e. V. gegründet, um die Versorgung des Klinikums durch finanzielle Unterstützung zu verbessern.
Das Klinikum Frankfurt Höchst ist außerdem Initiator des Gesundheitsnetzwerks Rhein-Main e. V., einer Zusammenarbeit von spezialisierten, stationär und ambulant tätigen Ärzten und medizinischen Einrichtungen im Rhein-Main-Gebiet, die miteinander kooperieren.

## Geschichte
Die Genehmigung des Herzogs von Nassau 1858 zur Errichtung eines Hospitals für Handwerker und Gesinde gilt als Geburtsstunde des Krankenhauses, das bereits 1875 mit einem Erweiterungsbau versehen wurde. 1924 wurden separate Häuser für die Chirurgische und Medizinische Klinik errichtet, 1965 folgte ein dem Krankenhausbaustil der Zeit entsprechender, vierzehngeschossiger, langgestreckter und schmaler Zentralbau, der aus einem breiteren Fuß herausragt. 1986 kam es wiederum zu einem Erweiterungsbau, der heute die Augenklinik, die Neurologie und die Psychiatrie beherbergt. 1990 entstand ein Erweiterungstrakt für die Operationsabteilung und die Geburtshilfe, aber bereits fünfzehn Jahre später wurde die Errichtung eines zeitgemäßen Gebäudes notwendig, das die bisherigen Intensivstationen zusammenfasste und mit einer neuen Notaufnahme und modernem Operationstrakt verband.

## Unternehmensstruktur und Leitung
Seit der Eingemeindung der Stadt Höchst 1928 wurde das Klinikum als einziges der Frankfurter Krankenhäuser als städtischer Eigenbetrieb (Städtisches Krankenhaus Frankfurt-Höchst) geführt, während die übrigen zumeist in Trägerschaft von Stiftungen, Vereinen oder gemeinnützigen Gesellschaften standen. Zum 1. Januar 2010 ging es in die private Rechtsform einer bereits ein Jahr vorher gegründeten Gemeinnützigen GmbH über, deren alleinige Gesellschafterin jedoch weiterhin die Stadt ist. Damit einher ging die Namensänderung von Städtische Kliniken Frankfurt a.M.-Höchst zu Klinikum Frankfurt Höchst.
Das Klinikum erwirtschaftet jährlich Verluste, die zwischen 2010 und 2012 von drei auf 7,8 Millionen Euro gestiegen sind. Ursache des strukturellen Defizits sind hohe Personalkosten, Energiekosten und die Kosten der ambulanten Behandlung, die nicht durch die Fallpauschalen gedeckt sind. Zur langfristigen Verringerung des Defizits planen die Stadt Frankfurt und der Main-Taunus-Kreis, das Klinikum Höchst mit den beiden Kliniken des Main-Taunus-Kreises in Bad Soden und Hofheim unter einer gemeinsamen Dachgesellschaft zu fusionieren.

## Modernisierung und Neubau

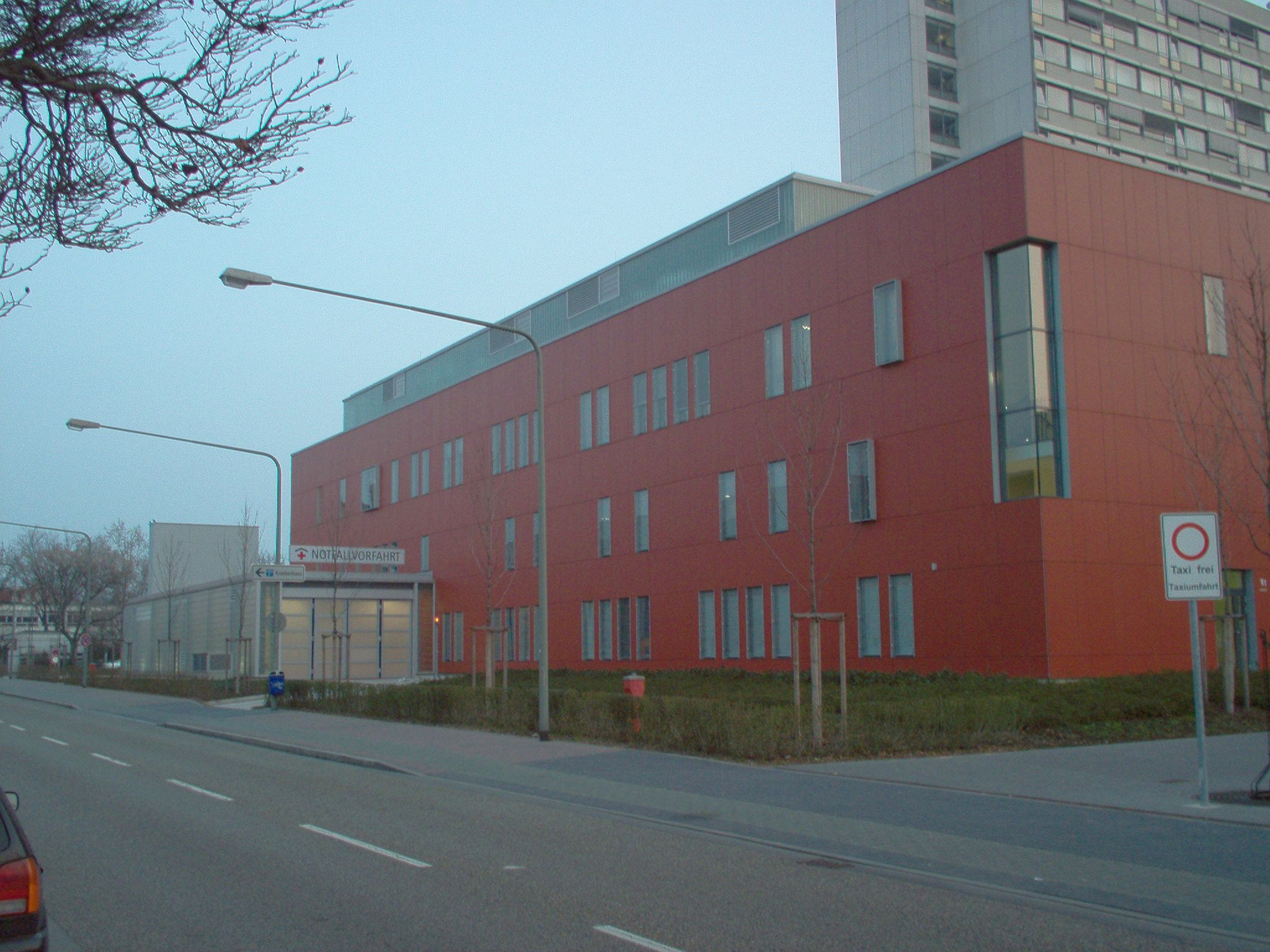
Hier rot: der Anbau von 2005 mit Notaufnahme, Operationstrakt und Intensivstation (2007)

Das seit Jahren defizitär arbeitende, unter der veralteten Baustruktur und Personalmangel leidende Krankenhaus plante seit 2007 einen Neubau, der den unwirtschaftlichen Zentralbau ersetzen und das Klinikum konkurrenzfähig halten soll. Bereits 2005 waren Notaufnahme, Operationssäle und die Intensivstationen in einen neu errichteten Anbau verlegt worden.
Geplant war, bis 2018 auf einem angrenzenden Areal den Zentralbau durch einen teilweise in Passivhausbauweise errichteten Neubau zu ersetzen und dabei die Bettenzahl auf etwa 650 zu verringern, was dem allgemeinen Trend in der deutschen Krankenhauslandschaft entspricht. Manuela Rottmann, die damalige Gesundheitsdezernentin der Stadt Frankfurt bezeichnete das Bauvorhaben als „die derzeit und über Jahrzehnte höchste Einzelinvestition der Stadt“. Die Planung des neuen Gebäudes stammt von dem Architekturbüro Wörner Traxler Richter.
Im September 2014 teilte Gesundheitsdezernentin Rosemarie Heilig mit, dass die Baukosten für den Neubau nach damaligem Planungsstand bei etwa 240 Millionen Euro liegen sollten. Die Baukosten lägen damit um etwa 45 Millionen Euro über der ursprünglichen Planung. Ursache des Anstiegs sei neben allgemeinen Kostensteigerungen eine „massive Verteuerung der technischen Gebäudeausstattung“ aufgrund der Energieeinsparverordnung 2014.
Im März 2012 begannen auf dem Klinikareal Abrissarbeiten, um Platz für den Neubau zu schaffen. Der erste Spatenstich war im Juli 2016, gefolgt vom Ausheben der Baugrube im Juni. Die Grundsteinlegung war im November desselben Jahres. Im Februar 2017 war die Bodenplatte gefertigt. Der Termin zur Schlüsselübergabe war für Oktober 2019 angesetzt, es kam aber zu Verzögerungen. Im Juni 2020 wurde mit einer Fertigstellung des Neubaus mit 644 Betten zum Ende 2021 gerechnet, bei Kosten von 265 Millionen Euro. Im November 2022 wurde die Inbetriebnahme des Neubaus im Februar 2023 angekündigt. Am 4. und 5. Februar 2023 erfolgte im laufenden Betrieb der Umzug von rund 350 Patienten in den Neubau.
Während die bisherigen Klinikgebäude aus den 1980er Jahren vorerst weiter genutzt werden, wurde für die älteren Bauwerke des Klinikums aus den 1950er und 1960er Jahren ein Abriss geplant, um Platz für einen späteren zweiten Bauabschnitt zu schaffen.